# Osip Mandeljštam
Osip Emiljevič Mandeljštam (također Mandelshtam) (О́сип Эми́льевич Мандельшта́м) (3. siječnja, 1891. – 27. prosinca, 1938.) bio je ruski pjesnik i esejist, jedan od najistaknutijih predstavnika akmeističke pjesničke škole.

## Život i djelo
Mandeljštam je rođen u Varšavi, u bogatoj židovskoj obitelji. Otac mu je bio kožar koji se ubrzo nakon Osipova rođenja s obitelju preselio u Petrograd. Godine 1900. Mandeljštam polazi prestižnu školu Teniševski. Prve su mu pjesme tiskane u školskom listu 1907.
U travnju 1908. kreće na Sorbonu na studij književnosti i filozofije, ali već iduće godine prelazi na Sveučilište u Heidelbergu.
Godine 1922. stiže u Moskvu sa suprugom Nadeždom.
Svoje nonkonformističke stavove izrazio je 1933. u poznatom djelu "Staljinovi Epigrami". Šest mjeseci nakon objavljivanja je uhićen. Protjeran je u područje Urala, ali se kasnije nastanio u Voronježu. Iako kasnije nastoji veličati Staljina, opet je uhićen i osuđen na prisilni rad te uskoro i umire.

## Djela
- Kamen, 1913.
- Tristia, 1922.
- Šum vremeni – Buka vremena, 1925.
- Stihotvorenia 1921. – 1925. – Poems, publ. 1928
- Stihotvorenia, 1928.
- O poesii – On Poetry, 1928.
- Egipetskaja marka 1928.
- Četvertaja proza, 1930.
- Moskovskije tetradi, 1930. – 1934.
- Putešestvije v Armeniju, 1933.
- Razgovor o Dante, 1933.
- Voronežskije tetradi

## Vanjske poveznice
- Russian Library: Mandelјshtam (dvojezično izdanje)   Arhivirana inačica izvorne stranice od 22. prosinca 2005. (Wayback Machine)